# Ingvar Sandström
John Ingvar Sandström (* 3. September 1942 in Lycksele) ist ein ehemaliger schwedischer Skilangläufer.
Sandström, der für den Lycksele IF startete, errang bei den nordischen Skiweltmeisterschaften 1966 in Oslo den zehnten Platz über 15 km und jeweils den vierten Platz über 30 km und mit der Staffel. Im selben Jahr kam er bei den Svenska Skidspelen auf den dritten Platz mit der Staffel und in den Jahren 1967 und 1969 jeweils auf den zweiten Platz mit der Staffel. Bei seiner einzigen Olympiateilnahme im Februar 1968 in Grenoble lief er auf den 21. Platz über 30 km. Im folgenden Jahr wurde er schwedischer Meister über 15 km und errang im Jahr 1970 bei den Svenska Skidspelen in Falun den zweiten Platz über 15 km. Seinen größten internationalen Erfolg hatte er bei den nordischen Skiweltmeisterschaften 1970 in Vysoké Tatry. Dort holte er die Bronzemedaille mit der Staffel.